# المهندسين (الطيال)

تعديل مصدري - تعديل

المهندسين هي إحدى قرى عزلة بني جبر بمديرية الطيال التابعة لمحافظة صنعاء، بلغ تعداد سكانها 512 نسمة حسب تعداد اليمن لعام 2004.